# Onthophagus bandamai
Onthophagus bandamai là một loài bọ cánh cứng trong họ Bọ hung (Scarabaeidae).